# 杰克逊广场站
杰克逊广场站（英語：Jackson Square）位于马萨诸塞州波士顿牙买加平原社区中央街与哥伦布大道路口，是波士顿地铁橙线无障碍车站。

## 历史
1987年，地铁橙线整体迁移工程时，在中央街与哥伦布大道路口增设车站。车站设有一座花岗岩丰碑，碑上雕刻着剑桥作家克里斯汀·帕拉米德西·摩尔（Christine Palamidessi Moore）写的关于祖母的回忆录，起名为《祖母》。该作品被当地居民选中后安装至地铁站。
2004年，车站附近出现大量犯罪活动后，马萨诸塞湾交通局为车站新增壁画、改进照明系统并增加人行道。这些改动意在减少犯罪活动，并为乘客提供更好的环境。2007年12月，车站又新增了一副壁画。

## 车站结构

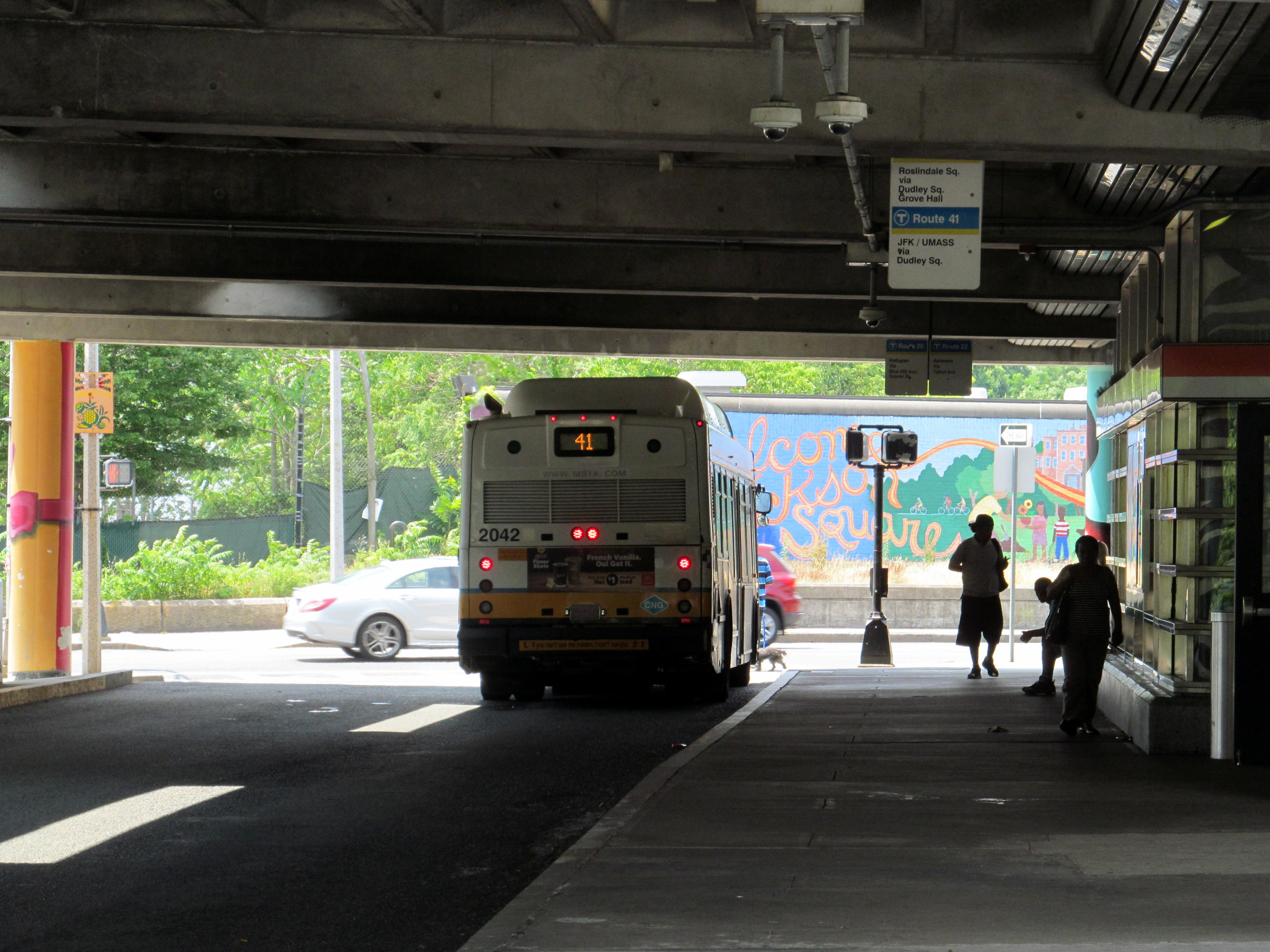
41路公交车停靠在杰克逊广场

| G        | 地面               | 出入口                     |
| P 站台层 | 南行               | 往森林山（斯托尼溪）       |
| P 站台层 | 岛式站台，左侧开门 |                            |
| P 站台层 | 北行               | 往橡树林（罗克斯伯里十字） |